# LINDBERG IX
『LINDBERG IX』（リンドバーグ・ナイン）は、LINDBERGの9枚目のオリジナル・アルバム。
1996年9月9日発売。発売元はテイチクのインペリアルレコードレーベル。

## 解説
テイチク移籍後、初のオリジナル・アルバム。「もっと愛しあいましょ」「君のいちばんに…」「every little thing every precious thing」「Green eyed Monster」等、立て続けにヒットを記録した曲が多数収録されたこともあり、『EXTRA FLIGHT II -human aircraft-』以来、久々に40万枚以上の大ヒットを記録した。
初回盤はカラフルなスリーブケースを使用している。

## チャート成績
オリコンチャート3位を獲得した。

## 収録曲
全曲　作詞：渡瀬マキ（M-7以外）
1. ねむりたい
  - 作曲：平川達也　編曲：LINDBERG・神長弘一・井上龍仁
2. もっと愛しあいましょ（Remix）
  - 作曲：川添智久　編曲：LINDBERG・井上龍仁

23枚目のシングル曲。テレビ朝日『かざあなダウンタウン』エンディング曲。シングルとはイントロが異なる。
3. いいな
  - 作曲：平川達也　編曲：LINDBERG・神長弘一・井上龍仁
4. アジサイ（Remix）
  - 作曲：平川達也　編曲：LINDBERG・須貝幸生・井上龍仁

25枚目のシングルc/w曲。
5. every little thing every precious thing(Remix)
  - 作曲：川添智久　編曲：LINDBERG・神長弘一・井上龍仁

25枚目のシングル曲。日本テレビ系『第16回全国高等学校クイズ選手権』のエンディングテーマ曲、パナソニックハイビジョンCF曲、阪神タイガース藤川球児、福岡ソフトバンクホークス杉内俊哉の登場テーマ曲。
シングルのアウトロはフェードアウトだが、本作ではカットアウト。
6. Green eyed Monster(Remix)
  - 作曲：小柳昌法　編曲：LINDBERG・神長弘一・井上龍仁

26枚目のシングル曲。フジテレビ『もう我慢できない!』テーマ曲。
  1. 5が終了後、すぐ曲が始まる。
7. 渚の新郎BAD
  - 作詞：渡瀬マキ・小柳昌法　作曲：小柳昌法　
  - 編曲：LINDBERG・神長弘一・井上龍仁

渡瀬マキとCherry（小柳）がデュエットで歌っている。また、曲の終了後は30秒ほどインストゥルメンタルが流れる。
8. Like a Rollin' Stone
  - 作曲：平川達也　編曲：LINDBERG・神長弘一・井上龍仁

ワルツのテイストを取り込んだ激しいハードロックナンバー。
9. 風ぐるま
  - 作曲：小柳昌法　編曲：LINDBERG・神長弘一・井上龍仁
10. 君のいちばんに…（Remix）
  - 作曲：川添智久　編曲：LINDBERG・井上龍仁

24枚目のシングル曲。ナショナルEoliaCF曲、阪神タイガース井川慶の登場テーマ曲。
シングルとは間奏のギターソロが異なる。
11. かなしそうな顔（Remix）
  - 作曲：小柳昌法　編曲：LINDBERG・神長弘一・井上龍仁

26枚目のシングルc/w曲。
シングルのアウトロはフェードアウトだが、本作ではカットアウト。
12. Party Party
  - 作曲：川添智久　編曲：LINDBERG・神長弘一・井上龍仁

曲終了後、1分40秒程してからボーナス・トラックが流れる。

## レコーディング参加
- 相沢公生 - キーボード (#1, 3 - 5, 7 - 9, 11, 12)
- 鷹羽仁 - キーボード (#2, 10)
- 三柴理 - シンセサイザー (#9)
- 上村寛 - サックス (#1, 7)
- 春名正治 - サックス (#2)、パーカッション (#7, 9)
- 荒木敏男 - トランペット (#1, 7)
- 鈴木正則 - トランペット (#2)
- 佐野聡 - トロンボーン (#2)
- 村田陽一 - トロンボーン (#1, 7)